# Stasi-Unterlagen-Gesetz
Das Stasi-Unterlagen-Gesetz (StUG) wurde am 14. November 1991 vom Deutschen Bundestag verabschiedet. Es regelt die Erfassung, Erschließung, Verwaltung und Verwendung der Akten („Stasi-Unterlagen“) des Ministeriums für Staatssicherheit und seiner Vorläufer- und Nachfolgeorganisationen (Staatssicherheitsdienst) der ehemaligen Deutschen Demokratischen Republik, die sich bei öffentlichen Stellen des Bundes oder der Länder, bei natürlichen Personen oder sonstigen nicht öffentlichen Stellen befinden.

## Anwendung
Das Stasi-Unterlagen-Gesetz ist die gesetzliche Grundlage für den Zugang zu den Unterlagen und definiert die unterschiedlichen Bedingungen für ihre Verwendung. Dieses Gesetz war die Basis für jegliche Tätigkeit der Behörde der Bundesbeauftragten für die Stasi-Unterlagen.
Es legt bis heute fest, dass die Unterlagen nach archivischen Grundsätzen verwaltet werden sollen.
Bei dem Stasi-Unterlagen-Gesetz handelt es sich um ein Spezialgesetz. Es wurde notwendig, weil das Bundesarchivgesetz aufgrund der dreißigjährigen Sperrfrist und der zahlreichen personenbezogenen Daten die sofortige Nutzung der Stasi-Unterlagen nicht erlaubt hätte. Deswegen muss das Stasi-Unterlagen-Gesetz das Persönlichkeitsrecht und den Datenschutz angemessen berücksichtigen und gegen das Interesse an der Aufarbeitung abwägen. Dies geschieht zum Beispiel dadurch, dass bei Akteneinsichten bestimmte personenbezogene Daten anonymisiert werden. Beispielsweise sieht bei der Einsicht in die eigene Akte die betreffende Person nur die Informationen zu sich selbst, aber keine persönlichen oder intimen Informationen über ihre Eltern oder Freunde, die in der Akte ebenfalls erwähnt sein können.
Es wird ferner auf dieses Gesetz verwiesen, um den Personenkreis festzulegen, dessen Beschäftigung im öffentlichen Dienst untragbar erscheint und welcher grundsätzlich nicht in das Beamtenverhältnis berufen werden darf. Die Gesetzesänderung vom 15. November 2019 erlaubt die hierfür notwendigen Überprüfungen der betreffenden Personen (verlängert) bis zum 31. Dezember 2030.

## Geschichte
Die Unterlagen wurden auf Initiative der Bürgerbewegung im Zuge der friedlichen Revolution von 1989 sichergestellt (teils in geschreddertem oder ungeordnetem Zustand) und dann vom Beauftragten der Bundesregierung für die Unterlagen des Staatssicherheitsdienstes der ehemaligen DDR verwaltet und verarbeitet.
Die Volkskammer bildete 1990 einen Sonderausschuss zur Kontrolle der Auflösung des Ministeriums für Staatssicherheit (MfS)/Amt für Nationale Sicherheit (AfNS) und wählte Joachim Gauck zu seinem Leiter. Gauck wurde zu einem der Initiatoren des Stasiunterlagengesetzes der Volkskammer. Am 2. Oktober 1990, dem letzten Tag des Bestehens der DDR, wurde der Abgeordnete der Listenverbindung Bündnis 90 Joachim Gauck von der Volkskammer zum Sonderbeauftragten für die personenbezogenen Unterlagen des ehemaligen Staatssicherheitsdienstes der DDR gewählt und am Tag darauf von Bundespräsident Richard von Weizsäcker und Bundeskanzler Helmut Kohl als Sonderbeauftragter der Bundesregierung für die personenbezogenen Unterlagen des ehemaligen Staatssicherheitsdienstes in dieser Funktion bestätigt.
Am 29. Dezember 1991 trat das Stasi-Unterlagen-Gesetz in Kraft. Vier Tage später, am 2. Januar 1992, begann die Akteneinsicht durch Bürger, Wissenschaftler und Medien.
Infolge des Stasi-Unterlagen-Gesetzes änderte sich die Bezeichnung des Amtes. Gauck war fortan Bundesbeauftragter für die Unterlagen des Staatssicherheitsdienstes der ehemaligen Deutschen Demokratischen Republik. Die Behörde wird (aufgrund ihres sperrigen offiziellen Titels) umgangssprachlich oft als „Gauck-Behörde“ bezeichnet.
Gaucks erste Amtszeit dauerte bis 1995; er wurde für weitere fünf Jahre im Amt bestätigt. Da dieses Amt per Gesetz nur zwei Amtszeiten lang vom gleichen Inhaber bekleidet werden darf, konnte Gauck 2000 nicht wiedergewählt werden.
Im September 2000 wurde Marianne Birthler als seine Nachfolgerin in diesem Amt ernannt. Im März 2011 übernahm der Journalist Roland Jahn das Amt des Bundesbeauftragten, der sich dafür einsetzte, dass Ende 2011 mit einer Gesetzesänderung ein Beschäftigungsverbot für ehemalige Stasi-Mitarbeiter in der Stasi-Unterlagen-Behörde eingeführt wurde und bisher Beschäftigte in andere Bundesbehörden versetzt werden sollen.

## Landesbeauftragte
Nach § 38 StUG in der Fassung bis 16. Juni 2021 konnten die Länder Berlin, Brandenburg, Mecklenburg-Vorpommern, Sachsen, Sachsen-Anhalt und Thüringen Stellen der Landesbeauftragten für die Unterlagen des Staatssicherheitsdienstes der ehemaligen Deutschen Demokratischen Republik einrichten. Seit 17. Juni 2021 wird in § 38 StUG die Errichtung der nun so bezeichneten Landesbeauftragten zur Aufarbeitung der SED-Diktatur und der Folgen der kommunistischen Diktatur vom Gesetz vorausgesetzt.
Alle betreffenden Länder haben diese Möglichkeit wahrgenommen, zuletzt Brandenburg im Jahr 2009:
- Berliner Beauftragter zur Aufarbeitung der SED-Diktatur;[8] Amtsinhaber ist Frank Ebert
- Die Beauftragte des Landes Brandenburg zur Aufarbeitung der Folgen der kommunistischen Diktatur;[9] Amtsinhaberin ist Maria Nooke
- Die Landesbeauftragte für Mecklenburg-Vorpommern für die Aufarbeitung der SED-Diktatur;[10] Amtsinhaber ist Burkhard Bley
- Sächsische Landesbeauftragte zur Aufarbeitung der SED-Diktatur;[11] Amtsinhaberin ist Nancy Aris
- Der Beauftragte des Landes Sachsen-Anhalt zur Aufarbeitung der SED-Diktatur;[12] Amtsinhaber ist Johannes Beleites
- Landesbeauftragter des Freistaats Thüringen zur Aufarbeitung der SED-Diktatur;[13] Amtsinhaber ist Peter Wurschi

## Belege
1. ↑  Drucksache 729/91 vom 29. November 1991 (PDF; 1,4 MB)
2. ↑  vor 1950: unter anderem die Hauptverwaltung zum Schutze der Volkswirtschaft; ab 17. November 1989 Amt für Nationale Sicherheit
3. ↑  Der Antrag auf Akteneinsicht für Privatpersonen. Abgerufen am 7. Mai 2019.
4. ↑  z. B. verweist § 4 Abs. 1 Nr. 2 SächsBG auf den Personenkreis in § 20 Abs. 1 Nr. 6 Buchst. c bis e und h StUG, soweit für das frühere Ministerium für Staatssicherheit oder Amt für nationale Sicherheit tätig gewesen
5. ↑  10. Volkskammer: 9. Sitzung/Tagung vom 31. Mai 1990 (Memento vom 12. Februar 2014 im Internet Archive)
6. ↑  Geschichte des BStU: Chronologie des Stasi-Unterlagen-Gesetzes (StUG), abgerufen am 7. Dezember 2016.
7. ↑  Die Beschlüsse des Bundestages am 29. und 30. September. In: www.bundestag.de. Deutscher Bundestag, September 2011, abgerufen am 25. Februar 2025.
8. ↑  Berliner Beauftragter zur Aufarbeitung der SED-Diktatur. Abgerufen am 9. Mai 2018.
9. ↑  Die Beauftragte des Landes Brandenburg zur Aufarbeitung der Folgen der kommunistischen Diktatur. Abgerufen am 9. Mai 2018.
10. ↑  Landesbeauftragte für Mecklenburg-Vorpommern für die Aufarbeitung der SED-Diktatur. Abgerufen am 2. April 2020.
11. ↑  Sächsische Landesbeauftragte zur Aufarbeitung der SED-Diktatur. Abgerufen am 18. Mai 2021.
12. ↑  Der Beauftragte des Landes Sachsen-Anhalt zur Aufarbeitung der SED-Diktatur. Abgerufen am 11. Februar 2025.
13. ↑  Landesbeauftragter des Freistaats Thüringen zur Aufarbeitung der SED-Diktatur. Abgerufen am 9. Mai 2018.